# Saint-Privat-d'Allier
Saint-Privat-d'Allier é uma comuna francesa na região administrativa de Auvérnia-Ródano-Alpes, no departamento de Alto Loire. Estende-se por uma área de 37.67 km². Em 2010 a comuna tinha 411 habitantes (densidade: 10,9 hab./km²).
Em 1 de janeiro de 2017, a antiga comuna de Saint-Didier-d'Allier foi incorporada ao seu território.